# Hide (unità di misura fondiaria)
Hide indicava in origine la quantità di terra sufficiente a sostentare una famiglia, ma più tardi, nell'Inghilterra anglosassone, divenne un'unità usata per valutare la disponibilità a pagare o raccogliere le tasse. Il gettone (Danegeld) doveva essere raccolto secondo una percentuale fissa per ogni hide (d'ora in avanti si userà il termine famiglia). Dopo la conquista normanna dell'Inghilterra, le stime degli hidage (d'ora in avanti familiari) furono registrate nel Domesday Book nel 1086 e i re Normanni continuarono ad usarli (con alcune modifiche) per stimare le tasse fino alla fine del XII secolo.
La “famiglia” non era un'area di terra fissa.

## Significato originale
La parola anglosassone per “famiglia” era hid (o il suo sinonimo hiwisc). Si riteneva che entrambe le parole derivassero dalla stessa radice hiwan, che significava appunto “famiglia”.
Beda, nella sua Historia ecclesiastica gentis Anglorum (731 d.C. circa) descrive l'estensione di un territorio per il numero di famiglie che supportava, come (per esempio) in Latino terra x familiarum significa “un territorio di dieci famiglie”. Nella versione Anglo-Sassone della stessa parola hid o hiwan è usata al posto di terra … familiarum. Altri documenti del periodo mostrano la stessa equivalenza ed è chiaro che la parola “hide” originariamente significasse “terra sufficiente per il sostentamento di un contadino e della sua famiglia”.

## Lo sviluppo in unità di tassazione
Successivamente “famiglia” perse il suo significato originale e divenne la base di un sistema artificiale di stima della terra per propositi di tassazione. Molti dei dettagli circa lo sviluppo del sistema durante i 350 anni che passarono tra il tempo di Beda e il Domesday Book rimangono oscuri. Secondo Sir Frank Stenton, “Nonostante il lavoro di molti studiosi la “famiglia” dei primi testi inglesi rimane un termine dal significato elusivo”. Dalla fine del periodo Anglo-Sassone fu inteso come misura di “un'area di terra che potesse essere tassata”, ma non esisteva una correlazione fissa con la sua superficie, il numero di braccianti che vi lavoravano o la sua popolazione; né era limitata alla terra arabile sulla proprietà. Secondo Bailey, “È un'opinione comune che la “famiglia” nel 1086 avesse un'estensione veramente variabile sul territorio; il vecchio concetto di 120 acri non può essere sostenuto.”
Sono sopravvissuti diversi documenti datati che si riferiscono alle “famiglie”, ma questi possono essere solo visti come passi nello sviluppo del concetto della “famiglia” e non ci consentono di esaminare l'intera questione.
Il documento noto come il “Tribal Hidage” (Familiare delle tribù) è una lista molto antica databile forse al VII secolo, ma nota solo da un manoscritto più tardo e inaffidabile. È una lista di tribù e piccoli regni che dovevano un tributo a un signore e della disponibilità proporzionata o della quota imposta su ciascuno di loro. Ciò è espresso in termini di “famiglie”, sebbene non abbiamo dettagli di come ci si fosse arrivati, né di come venissero convertiti in disponibilità monetaria.
La stima delle “famiglie” poteva anche essere usata per l'assegnazione di altri obblighi a cui una comunità doveva rispondere, non solo di natura pecuniaria. Il "Burghal Hidage" (Familiare dei borghi)risalente ai primi del X secolo è una lista di borghi che fornivano la stima della “famiglia” dei distretti confinanti che erano soggetti al contributo per la difesa del borgo, ciascuno contribuendo al mantenimento e all'equipaggiamento di uomini per le fortificazioni in proporzione al numero di “famiglie” per cui essi rispondevano.
Il “County Hidage” (Familiare delle contee)risalente ai primi del XI secolo elenca il numero totale di “famiglie” stimate per ogni contea e sembra che da questo momento almeno il numero totale di “famiglie” in una data area fosse imposto dall'alto. Ad ogni contea veniva assegnato un numero preciso di “famiglie”, per i quali sarebbe stata chiamata a rispondere. Per esempio, nei primi anni dell'XI secolo, al Northamptonshire erano assegnate 3200 “famiglie”, mentre allo Staffordshire ne erano assegnate solo 500. Questo numero era quindi diviso tra le centene nella contea. Teoricamente c'erano 100 “famiglie” per ogni centena, ma questa proporzione non era sempre mantenuta, per esempio a causa dei cambiamenti nelle centene o nelle proprietà che le comprendevano o perché le stime erano alterate quando l'attuale disponibilità di moneta era percepita come troppo alta o troppo bassa o per altre ragioni attualmente sconosciute.
Le “famiglie” dentro ogni centena erano quindi divise tra villaggi, proprietà o tenute, solitamente in blocchi o multipli di 5 “famiglie”, sebbene questo criterio non fosse sempre rispettato. Differenze dalla norma potevano risultare dalle proprietà che venivano spostate da una centena ad un'altra, o da aggiustamenti della dimensione di una proprietà o dalle alterazioni nel numero di “famiglie” per cui una proprietà doveva rispondere.
Mentre ogni comunità locale aveva il compito di decidere come la sua quota di “famiglie” dovesse essere divisa tra le terre possedute da quella comunità, comunità diverse usavano criteri diversi, a seconda di che tipo di terra possedevano e del modo in cui il benessere di un individuo veniva considerato all'interno della comunità, è auto-evidente che non è possibile un'unica definizione comprensiva.

## Dopo la conquista normanna
Il Domesday Book, registrando i risultati dell'indagine svolta per ordine di Guglielmo il Conquistatore nel 1086, stabilisce in “famiglie” (o carrucate o sulunghi a seconda dei casi) i valori stimati di proprietà su tutta l'area coperta dall'indagine. Solitamente, fornisce questa informazione per il 1086 e anche per il tempo di Edoardo il Confessore (cioè, poco prima della Conquista), ma alcune contee erano diverse e mostravano questa informazione per una sola di queste date. Da quel momento le valutazioni mostravano molte anomalie.
A volte la stima in “famiglie” è data sia per l'intera tenuta, sia per le terre demaniali (cioè il demanio di proprietà del signore) incluse in esse.
I re Normanni continuarono dopo la Conquista ad usare il sistema che trovarono sul posto. Il “geld” era riscosso ad intervalli secondo l'esistente stima dei “familiari”. Sally Harvey ha suggerito che i dati relativi agli arativi nel Domesday Book fossero intesi essere usati per una completa rivalutazione ma, se fosse così, non fu mai fatto. Le Pipe Rolls, quando disponibili, mostrano che le riscossioni erano basate largamente sulle vecchie stime, sebbene con alcune modifiche ed esenzioni.
L'ultima riscossione registrata fu per il 1162-63 durante il regno di Enrico II, ma la tassa non fu formalmente abolita e Enrico II pensò di usarla ancora tra il 1173 e il 1175. Le vecchie stime furono usate per una tassa sulla terra nel 1193-94 per incassare maggior denaro per il riscatto di re Riccardo.

## Relazione con altri termini simili
Una “famiglia” era costituita da quattro vergati. Una misura simile era usata nel Danelaw settentrionale, nota con il nome di carrucata, consistente in otto bovati, e il Kent usava un sistema basato su un sulungo, consistente di otto gioghi, che erano più ampi della “famiglia” e occasionalmente erano considerati l'equivalente di due “famiglie”.
Queste misure avevano origini differenti, a significare la quantità di terra che poteva essere coltivata da una squadra di braccianti opposta alla famiglia possidente, ma tutto ciò più tardi divenne una stima fiscale artificiale.
Da questa unità di misura trae origine il nome di Hyde Park a Londra.

### Letture di approfondimento
È stato svolto molto lavoro investigando sulla "familiarizzazione" di varie contee e anche nel tentativo di scoprire di più sull'origine e sullo sviluppo della "famiglia" e il proposito per cui essa venne usata, ma senza produrre molte conclusioni chiare che potessero aiutare il lettore comune. Coloro che volessero maggiori informazioni possono consultare i seguenti lavori in aggiunta a quelli citati nelle Note:
- Darby, Henry C. & Campbell, Eila M. J. (1961) The Domesday Geography of South Eastern England
- Darby, Henry C. & Maxwell, I. S. (1962) The Domesday Geography of Northern England
- Darby, Henry C. & Finn, R. Welldon (1967) The Domesday Geography of South West England
- Darby, Henry C. (1971) The Domesday Geography of Eastern England, 3rd ed.
- Darby, Henry C. & Terrett, I. B. (1971) The Domesday Geography of Midland England, 2nd ed.
- McDonald, John & Snooks, Graeme D. (1985) "Were the Tax Assessments of Domesday England Artificial?: the Case of Essex", in: The Economic History Review, New series, Vol. 38, No. 3, [Aug. 1985], pp. 352–72
- Snooks, Graeme D. and McDonald, John. Domesday Economy: a New Approach to Anglo-Norman History. Oxford: Clarendon Press, 1986 ISBN 0-19-828524-8
- Hamshere, J. D. (1987) "Regressing Domesday Book: Tax Assessments of Domesday England, in: The Economic History Review, New series, Vol. 40, No. 2. [May 1987], pp. 247-51
- Leaver, R. A. (1988) "Five Hides in Ten Counties: a Contribution to the Domesday Regression Debate", in: The Economic History Review, New series, Vol. 41, No. 4, [Nov. 1988], pp. 525–42
- Bridbury, A. R. (1990) "Domesday Book: a Re-interpretation", in: English Historical Review, Vol. 105, No. 415. [Apr. 1990], pp. 284–309